# Kevon Carter
Kevon Carter (ur. 14 listopada 1983, zm. 28 lutego 2014) – piłkarz tryndadzko-tobagijski grający na pozycji napastnika. Był wychowankiem klubu Defence Force.

## Kariera klubowa
Swoją karierę piłkarską Carter rozpoczął w Defence Force. W 2004 roku zadebiutował w nim w trynidadzkiej lidze. W 2009 roku zdobył z nim Puchar Ligi. W sezonie 2010/2011 i 2012/2013 wywalczył z Defence Force dwa tytuły mistrza Trynidadu i Tobago.

## Kariera reprezentacyjna
W reprezentacji Trynidadu i Tobago Carter zadebiutował 2 marca 2004 roku w wygranym 1:0 towarzyskim meczu z Gujaną, rozegranym w Tunapuna. W 2012 roku zajął z kadrą narodową drugie miejsce w Pucharze Karaibów. W 2013 roku został powołany do kadry na Złoty Puchar CONCACAF 2013. Rozegrał na nim 2 mecze: z Salwadorem (2:2) i w ćwierćfinale z Meksykiem (0:1).